# 上谷沙弥
上谷 沙弥（かみたに さや、1996年〈平成8年〉11月28日 - ）は、日本の女性プロレスラー。神奈川県出身。スターダム所属。血液型はAB型。

## 所属
- スターダム（2019年 - ）

## 経歴・戦歴

### プロレスラー以前
LDHが運営するダンススクールであるEXPGに小学校3年生から高校を卒業するまで所属し、ストリート・ダンスをやっていた。最上位の選抜クラスに所属し、中学生の時にはヒップホップダンスの日本大会で優勝。日本チャンピオンとして、ラスベガスで開催された、ヒップホップダンスの世界最高峰の国際大会であるWORLD HIPHOP DANCE CHAMPIONSHIP 2009 ジュニア部門 に出場し、世界第2位に。高校生の時、EXILEのバックダンサーとして東京ドーム公演や、さいたまスーパーアリーナ公演に出演。
2014年にバイトAKBのメンバーに合格。2014年8月から2015年2月までメンバーとして活動する。チームAの劇場公演バックダンサーも経験。バイトAKBとしては紅白歌合戦のリハーサルにもAKBメンバーの代打という形で立ったという。
2015年2月28日をもって、バイトAKB全員が契約期間を満了。その後は48グループの他、色々なアイドルグループのオーディションを受け、NGT48の1期生オーディションでは最終審査まで行くも落選している。
2016年に親の勧めで太田プロダクションの俳優ワークショップオーディションに参加し合格するも配役に恵まれなかったが、2018年10月に中野たむがプロデュースしたスターダム内で活動するアイドルユニット「スターダム★アイドルズ」のオーディションに合格したことでグループに加入。この時点までは全くプロレスを見たこともなかったものの、長身に加えダンスで培った運動神経、器械体操経験などからプロレスラーに向いていると中野たむにスカウトされ、2019年1月よりスターダム練習生となる。

### プロレス入門後
2019年

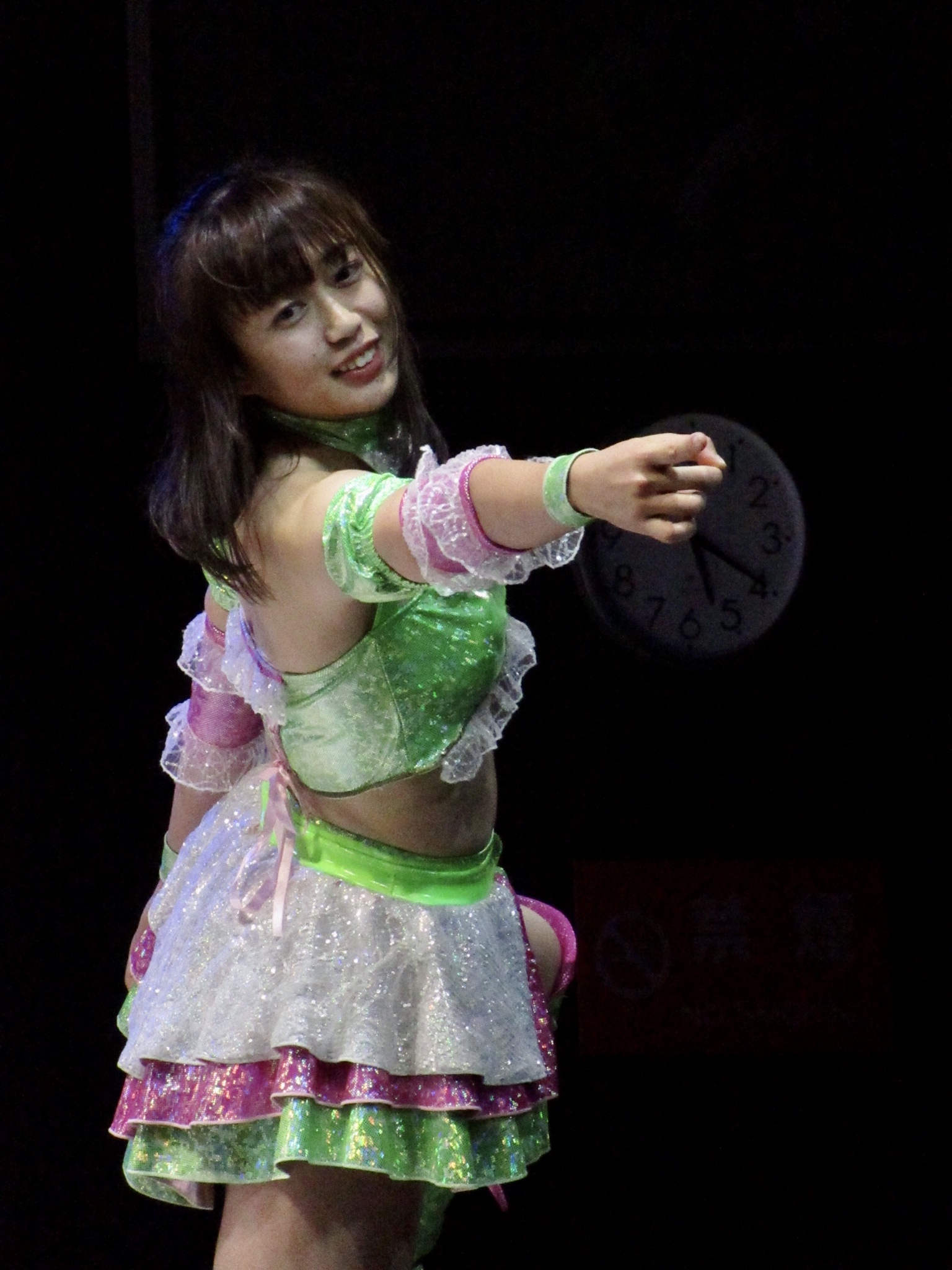
デビュー当時のコスチューム

- 7月10日、スターダムのプロテストに星野唯月とともに合格[16]。
- 8月10日、後楽園ホール大会における渡辺桃とのシングルマッチでデビュー[17]。
- 11月4日、後楽園ホールにて行われたGODDESSES OF STARDOMタッグリーグ戦の公式戦にて、対戦相手の花月とアンドラス宮城の間で起こった誤爆の隙を突いてその場飛びシューティングスタープレスで宮城から勝利。これが自身初勝利となった。
- 12月8日、新木場1stRing大会にて行われた「ルーキー・オブ・スターダム～2019年新人王決定トーナメント～」にて優勝し、2019年新人王となる。

### Queen's Quest （ベビーフェイス）時代（2020年 - 2024年）
2020年
- 2月16日、新木場大会で林下詩美の持つフューチャー・オブ・スターダム王座に挑戦するが敗退。試合後、林下の勧誘を受け、中野たむに師事した所属ユニットではなく、自身が憧れていた林下が所属する「Queen's Quest（クイーンズ・クエスト）」に加入[18]。
- 7月26日、後楽園ホール大会にて林下とのコンビでジャングル叫女&小波組との王座決定戦を制しゴッデス・オブ・スターダム王座を獲得。林下とのタッグ名を後に「AphroditE（アフロディーテ）」と命名。

2021年

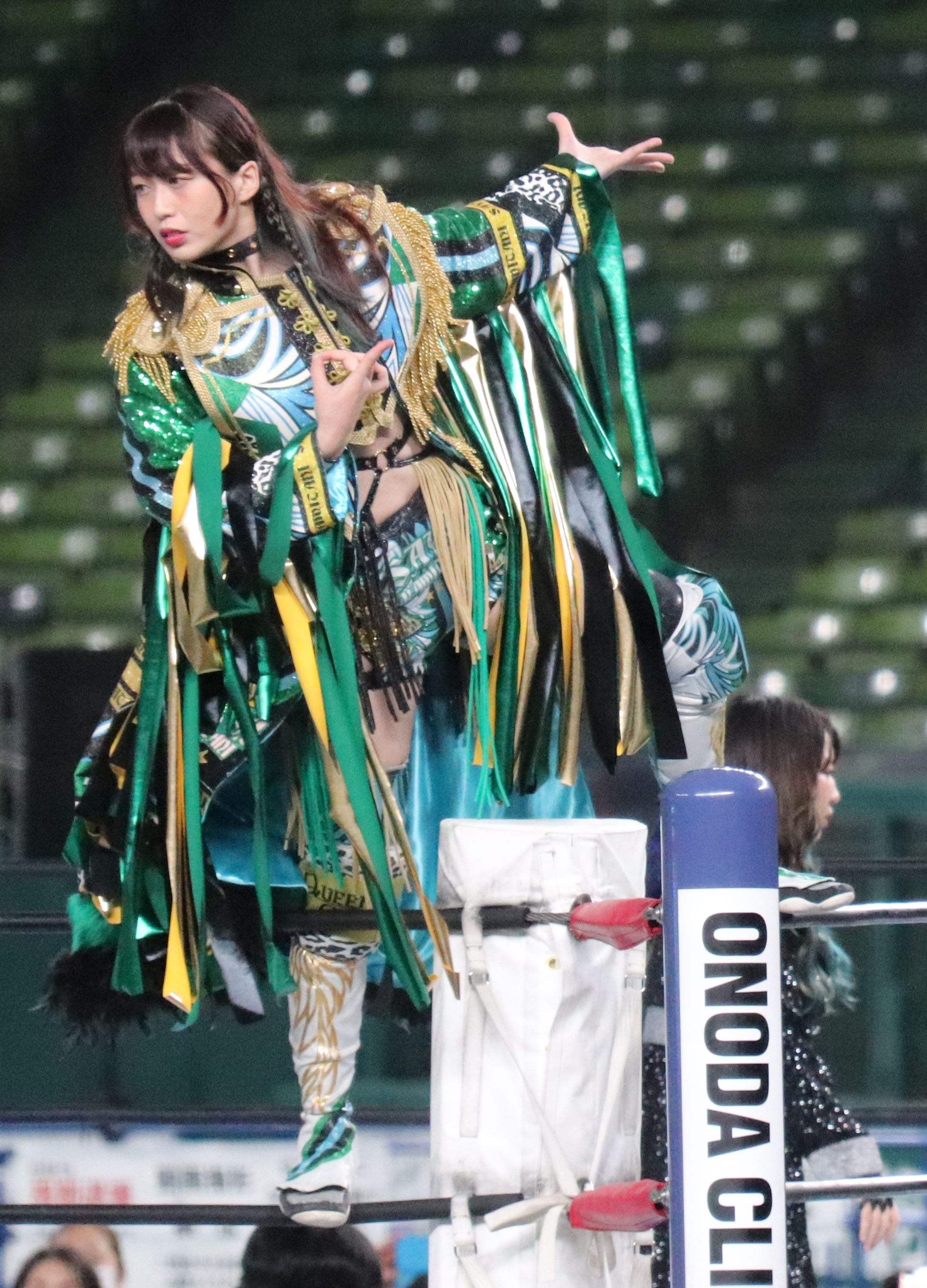
2021年のコスチューム

- 3月3日、日本武道館大会で林下詩美の持つワールド・オブ・スターダム王座に挑戦するが敗れる[19]。
- 3月31日、5年間在籍していた太田プロダクションを退社したことを報告[20]。
- 6月12日、『STARDOM Cinderella tournament 2021』優勝[21]。
- 12月29日、両国国技館大会で中野たむをフェニックス・スプラッシュで破りワンダー・オブ・スターダム王座を奪取[22]。

2022年

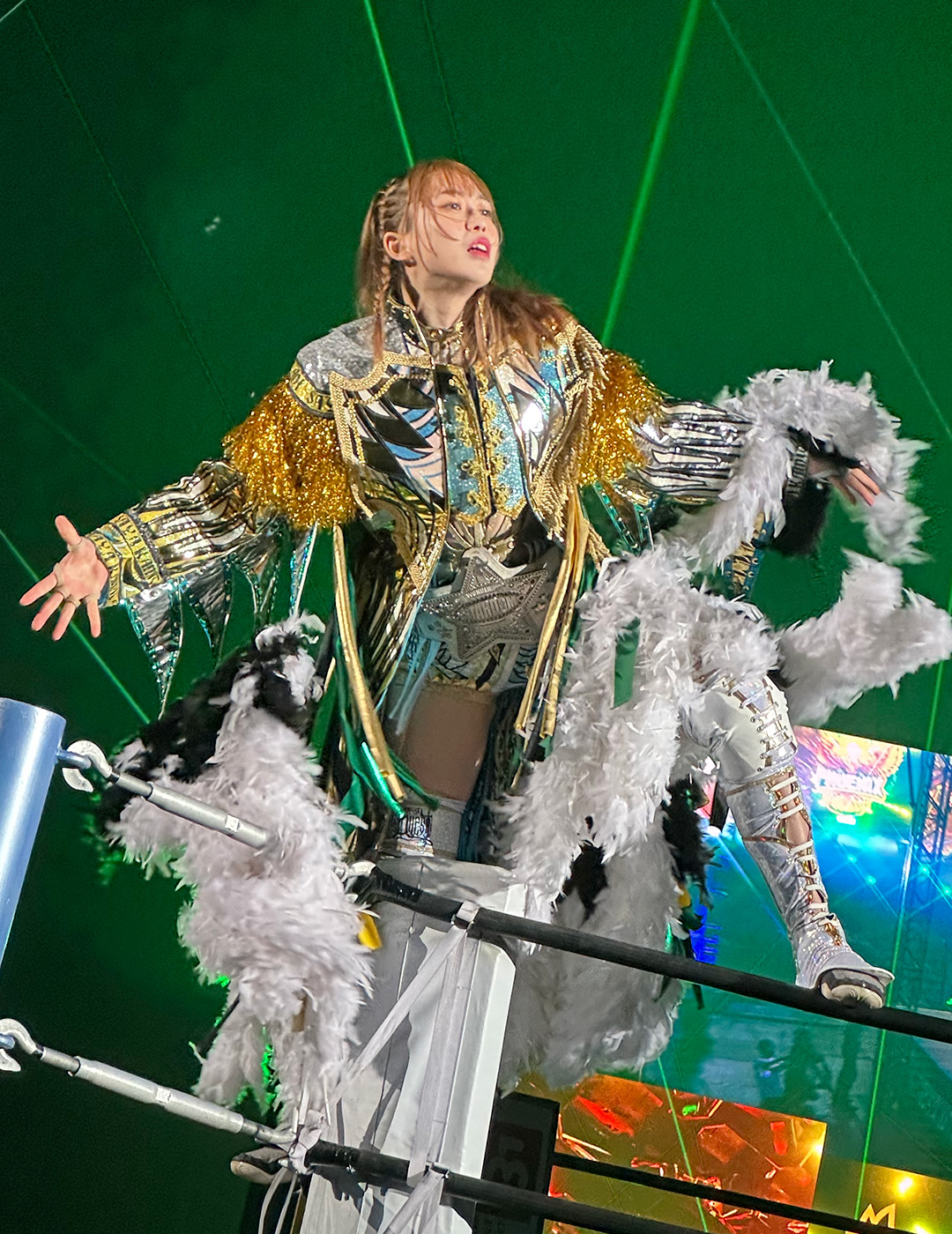
2022〜23年のコスチューム

- 8月22日、名古屋大会にて行われたワンダー・オブ・スターダム王座防衛戦にてひめか相手に、9度目の連続防衛を果たし、歴代の連続防衛回数で3位に並ぶ[23]。
- 10月23日、アリーナ立川立飛にて行われた、スターダム『第12回 ゴッデス・オブ・スターダム～タッグリーグ開幕戦～』にて、YouTuberタレントのフワちゃんのプロレスデビュー戦の対戦相手を務める[24]。
- 11月3日、広島サンプラザホールで行われたワンダー・オブ・スターダム王座防衛戦にて白川未奈と対戦。勝利するも、フィニッシュ技のフェニックススプラッシュを失敗し白川は顎部・口腔部を負傷し、2か月間の欠場に追い込む大ケガを負わせてしまう。以降、自身の代名詞であったフェニックススプラッシュを封印する[25]。
- 12月29日、国技館で行われたワンダー・オブ・スターダム王座防衛戦にて梅咲遥相手に12度目の防衛を果たし、歴代の連続防衛回数で単独２位となる[26]。

2023年
- 1月8日、名古屋国際会議場にて行われたワンダー・オブ・スターダム王座防衛戦にて壮麗亜美相手に13度目の連続防衛を果たし、歴代の連続防衛回数で1位タイとなる[27]。
- 2月4日、大阪大会にて行われたワンダー・オブ・スターダム王座14度目の防衛戦にて渡辺桃に勝利し、同タイトルの最多連続防衛の新記録を樹立[28]。
- 3月4日、東京・国立代々木競技場 第二体育館にて行われたワンダー・オブ・スターダム王座15度目の防衛戦にて葉月に勝利し、同タイトルの最多連続防衛新記録を更新[29]。
- 4月23日、横浜アリーナ「ALLSTAR GRAND QUEENDOM 2023」にて昨年の11月に自らが起こした因縁の再戦となる白川未奈と同タイトルを賭けて対戦。同者との対戦以降封印していたフェニックススプラッシュを5か月ぶりに放つも敗戦し16度目の王座防衛に失敗。1年と4か月の間保持したワンダー・オブ・スターダム王座から陥落した[30]。
- 5月4日、福岡大会にてAphroditE vs ジュリア&舞華組のタッグ戦に敗れた後のバックステージにおいて、上谷の発言を誤解した林下との争いから始まった2人の不協和音により、これ以降の林下と組んでの試合中に誤爆や争いが多くなり[31]、後にAZMをも巻き込みユニットの不和に繋がりQueen's Questの存続が危ぶまれる事態となる[32]。
- 5月21日、富山大会にて鈴季すずと舞華により提起された世代闘争論に共感しユニットの枠を超えた新世代軍の一員として、岩谷麻優、ジュリア、朱里、中野たむのナウリーダー勢に対する世代抗争に参加すると宣言[33]。
- 6月25日、代々木大会にてユニット内の不和を発端とした大江戸隊との抗争により行われることになった[34]「敗者強制ユニット脱退ケージマッチ」において、林下の奮闘と互いの協力によりQueen's Questからの脱退者を出すことなく勝利したことで、2か月に渡った林下との蟠りが解消され和解した[35]。
- 7月23日、STARDOM 5★STAR GP開幕戦で中野たむと対戦中に仮設の鉄柱に登り、約5mの高さからダイビング・ボディアタックを敢行するも着地した際に左肘を床に打ち付け脱臼し、試合続行不可能と判断したレフェリーストップによる敗戦となる[36]。後日、団体より治療とリハビリの為の長期欠場が発表され、5スターGPは棄権。決定していた白川とのドリームタッグも幻となった[37]。
- 11月20日、公式YouTubeのライブ配信を通じてタッグパートナーの林下詩美と共に11月28日の後楽園大会にて復帰することを発表[38]。
- 11月28日、4ヶ月ぶりの復帰戦となった後楽園ホール大会において林下詩美とのタッグである「AphroditE」でゴッデス・オブ・スターダム王座決定戦に挑戦することを表明。
- 12月2日、名古屋大会にて行われたゴッデス・オブ・スターダム王座決定戦において、舞華&メーガン組に勝利し「AphroditE」として2度目のゴッデス・オブ・スターダム王座に返り咲いた[39]。
- 12月25日、品川インターシティホールにて行われた『FIBREPLEX presents NEW BLOOD 12』において、新人の玖麗さやかの指名を受けデビュー戦の対戦相手を務める[40]。
- 12月29日、両国国技館にて行われた『JRA中山競馬場 presents STARDOM DREAM QUEENDOM 2023』ゴッデス・オブ・スターダム選手権試合において、刀羅ナツコ&渡辺桃組に勝利し防衛に成功[41]。

2024年

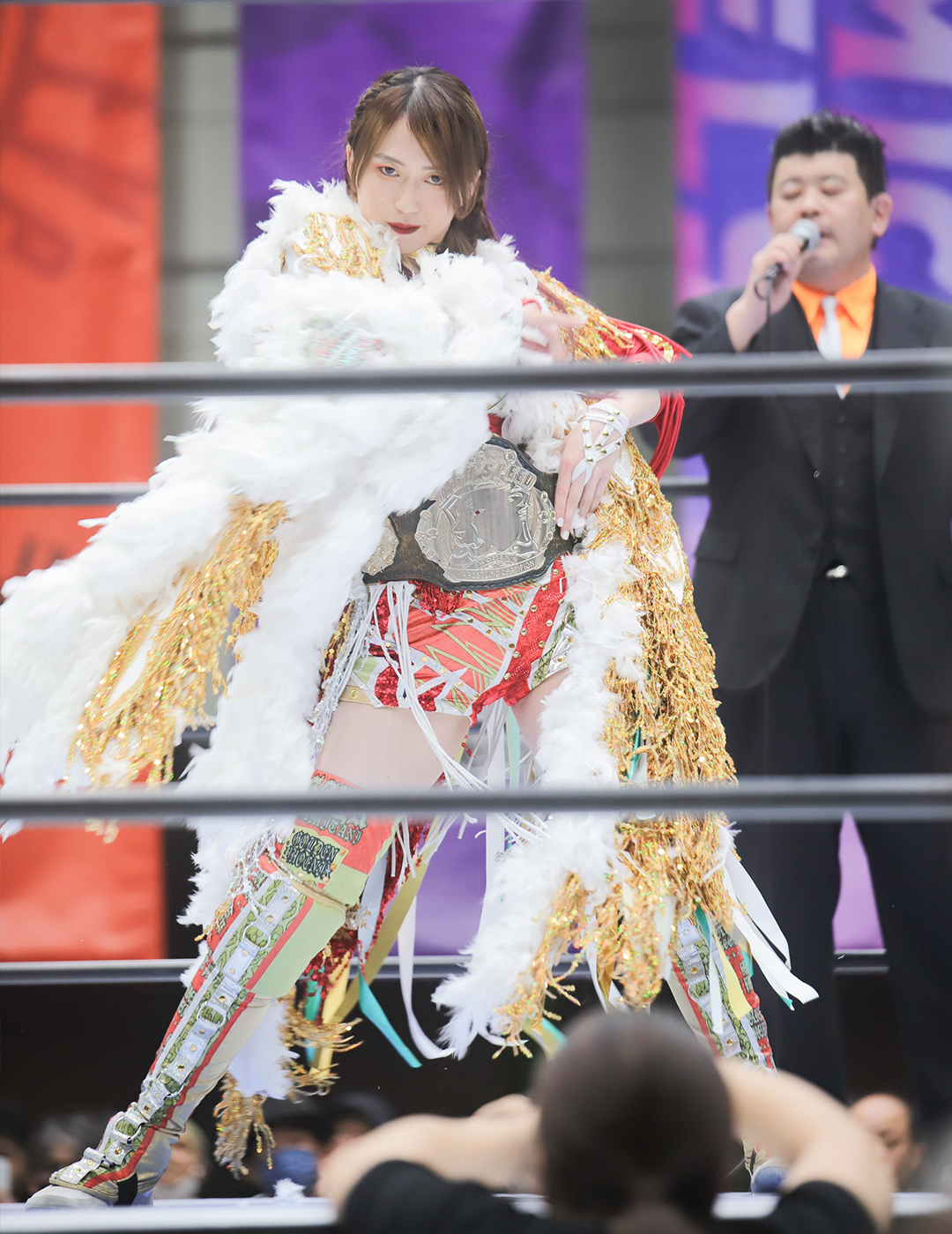
2024年前半のコスチューム

- 2月4日、大阪大会にて舞華が持つワールド・オブ・スターダム王座に挑戦するも敗れる。
- 3月22日、タッグパートナーである林下詩美が3月末の契約満了を以て退団することが団体より発表される[42]。
- 3月30日、仙台大会にて鈴季すず・星来芽依組を相手に「AphroditE」として最後のゴッデス・オブ・スターダム王座防衛戦に挑むも敗れタッグ王座を失う。
- 4月4日、米国・ペンシルベニア州フィラデルフィアで行われた『STARDOM American Dream 2024 in the Keystone State』2300 Arena大会にAZM、キャムロン・ブレーネとのタッグチームでステファニー・バッケル、渡辺桃、スターライト・キッド組と対戦[43]。本人にとっては初の海外遠征となり[44]、翌日には同じフィラデルフィアで行われたROH「Supercard of Honor 2024」での提供試合でAZM、中野たむとの越境タッグで、舞華、白川未奈、星来芽依組と対戦する[45]。
- 4月4日、女子プロレス団体「プロレスリングWAVE」にて行われるリーグ戦『Catch The WAVE』に初出場することが発表される[46]。
- 4月12日、後楽園ホールで行われた林下詩美のスターダムラストマッチにて自ら達が「黄金世代」と呼ぶ舞華、飯田沙耶とAphroditEで対戦。さらに試合後に林下詩美にシングルマッチを申し出て林下のラストマッチを締め括った[47]。
- 4月23日、東京スポーツWEBのインタビュー記事にて着地時のダメージ蓄積による肩腱板部分断裂を理由に自身の代名詞でもあるフェニックス・スプラッシュの封印を宣言する[48]。
- 4月27日、横浜BUNTAIで行われた「ALL STAR GRAND QUEENDOM 2024」にて、第26代ハイスピード王座を戴冠[49]。この試合からコスチュームのメインカラーを赤に変え、その理由を後日「赤いベルトをあきらめたわけじゃない。赤いコスチュームはいろいろな意味を込めて作ったけれど、強さと言えば赤。赤は強さの象徴、クイーンズ・クエストのリーダーだった詩美さんの色。詩美さんの想いも背負っていきます」と語った[50]。
- 5月18日、横浜武道館大会で行われたハイスピード王座防衛戦にて飯田沙耶に勝利し初防衛に成功[51]。
- 5月19日、プロレスリングWAVE「Catch The WAVE 2024」千葉大会にて初の他女子団体大会に参戦。
- 6月22日、東京・国立代々木競技場 第二体育館で行われた『STARDOM THE CONVERSION』大会にてQueen's Quest vs 大江戸隊 完全決着最終章 最終敗者以外４人、ユニット追放イリミネーションマッチに敗れ、自身以外のユニットメンバーを失う[52]。
- 6月29日、後楽園ホール大会で行われたハイスピード王座防衛戦にてフキゲンです★に勝利し2度目の防衛に成功。
- 7月14日、後楽園ホールで行われたプロレスリングWAVE「Catch The WAVE 2024」決勝トーナメント戦において、準決勝で青木いつ希、決勝で狐伯を下し優勝し、宮崎有妃の持つレジーナ王座への挑戦を表明[53]。
- 7月28日、札幌で行われた『STARDOM SAPPORO WORLD RENDEZVOUS』大会 ハイスピード王座選手権試合にて星来芽依に敗れ3度目の防衛に失敗[54] 。その後、メインイベントの舞華 vs 刀羅ナツコのワールド・オブ・スターダム王座戦にて、上谷が1人ユニットになってから同じ黄金世代として共闘していた舞華の勝利を突如妨害し刀羅の勝利に貢献。試合後、舞華に対し自らが受けたものと同じ「今日はお前を泣かせに来た」というヘイトを放ち、刀羅により結成された新ヒールユニット「H.A.T.E.」に加入しヒールターン（悪役転向）する[55]。

### H.A.T.E. 時代（ヒールターン（悪役転向）以降 / 2024年 - ）

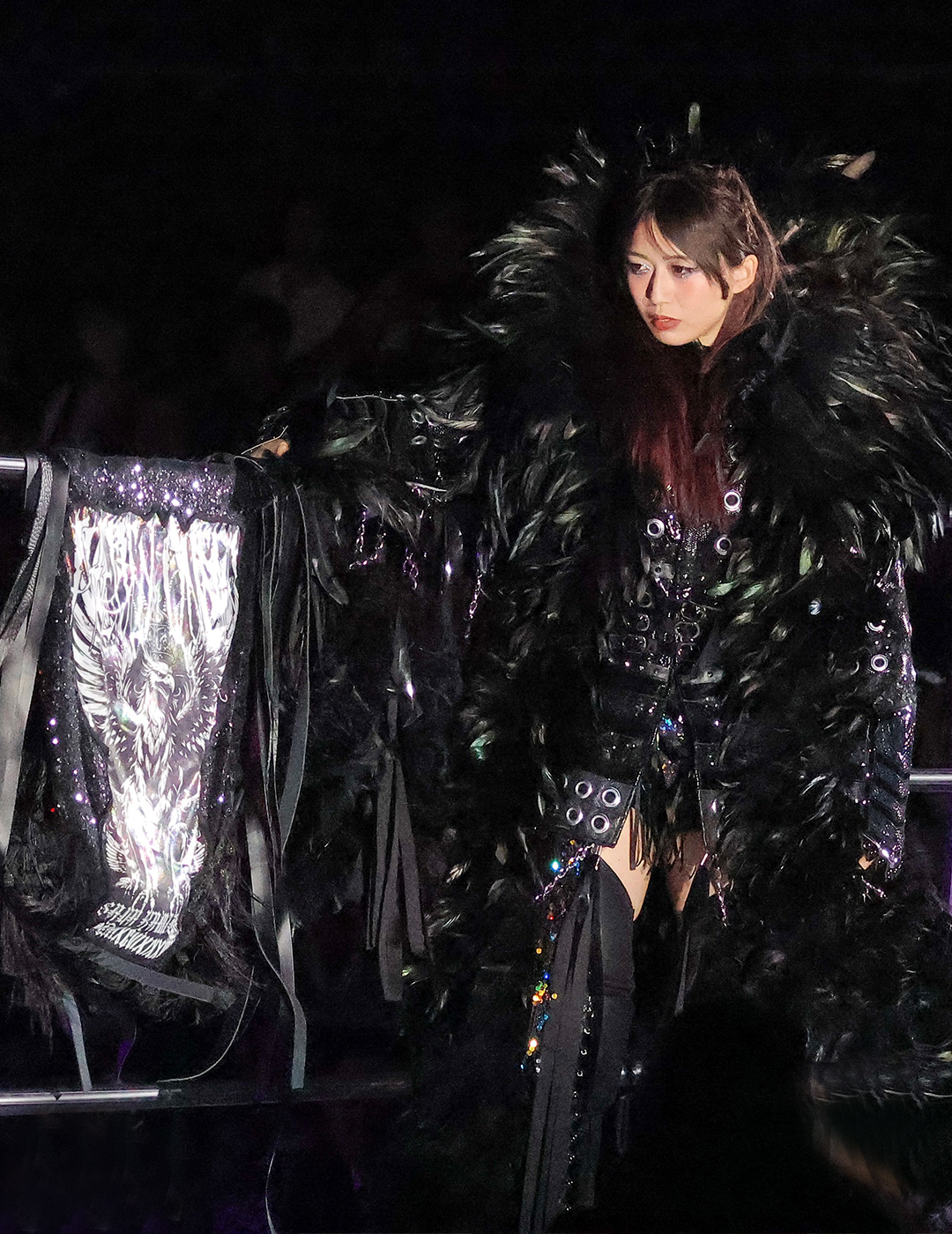
ヒールターン後のコスチューム

- 7月29日、自らのX/Instagramを更新し「終わりは始まり。Golden phoenix is died. I’m Phenex Queen.」と投稿[注 1][56][57]。SNSのユーザー名/プロフィールを「H.A.T.E.」を表す内容に変え、Instagramは過去の投稿を全て削除した。
- 8月10日、横浜武道館にて行われた『5★STAR GP 2024〜開幕戦〜』より、コスチュームとガウンを黒基調に変えPhenex Queenがデザインされた旗を携え、入場曲も「Golden Phoenix is dead.」という台詞が入る曲に変え登場した[58]。
- 8月31日、東京・武蔵野の森総合スポーツプラザにて行われた『5★STAR GP 2024～優勝決定戦～』にグループリーグ及び準々決勝を勝ち上がり決勝トーナメントに出場。準決勝で羽南に勝ち、決勝でヒールターンのきっかけとなった舞華と因縁の対戦を行うも敗戦し、準優勝となった[59]。
- 9月22日、『STARDOM in KAMINOYAMA』大会にて刀羅ナツコ、琉悪夏と組みH.A.T.E.メンバーとして初のアーティスト・オブ・スターダム王座選手権試合に挑むも安納サオリに敗れる[60]。
- 10月26日、第14回 ゴッデス・オブ・スターダム タッグリーグ戦に小波とのペア「PsyQueen（ サイクイーン）[61]」で出場[62]。
- 11月4日、プロレスリングWAVEの後楽園ホール大会にて宮崎有妃が持つRegina di WAVE王座に挑戦し勝利。自身初の他団体王者となる[63]。
- 11月17日、『Historic X-over Ⅱ ～新日本プロレス×STARDOM合同興行に刀羅ナツコ&ゲイブ・キッド＆ドリラ・モロニーとタッグを組み棚橋弘至＆田口隆祐＆羽南＆飯田沙耶組と対戦[64]。田口に対してローブローを放ったことで勝利こそ掴んだが、田口との間に遺恨を残した[65][66]。
- 12月29日、両国国技館大会において中野たむとワールド・オブ・スターダム王座戦にて対戦し勝利。第20代王者となり、所属団体と他団体（プロレスリングWAVE）シングル最高位の2冠チャンピオンとなる[67]。

2025年
- 1月1日、WAVE・新宿FACE大会で行われたレジーナ王座戦にて狐伯と対戦。セコンドに着いた刀羅ナツコの椅子攻撃誤爆による自身初の流血試合となるも、レフェリーへの妨害やH.A.T.E.メンバーの介入を利用し勝利する[68]。
- 2月2日、後楽園ホール大会において鈴季すずとワールド・オブ・スターダム王座初防衛戦にて対戦し勝利[69]。
- 3月2日、WAVE・後楽園ホール大会にて[70]、桜花由美と2度目のレジーナ王座戦にて対戦し勝利。
- 3月3日、玖麗さやかの争奪と中野たむの要求を飲むことを賭けて2月24日に行われた宇都宮大会でのタッグマッチ敗戦により[71]、中野たむからお互いの退団を掛けた「敗者退団マッチ」を要求され後楽園ホール大会にて対戦。これに勝利するもセコンドの介入や反則を駆使されての敗戦に納得のいかない中野たむに対し最後のチャンスを与えると発し、横浜アリーナ大会で両者の引退を賭けた「敗者即引退マッチ」を行うことが決定[72]。
- 4月1日、WAVE・新宿FACE大会にて炎華とのレジーナ王座戦に勝利[73]。さらに5日には、同刈谷大会にてシン・広田さくらとのレジーナ王座戦に挑み勝利し[74]、1週間で2度の防衛に成功する。
- 4月27日、横浜アリーナ大会において中野たむとワールド・オブ・スターダム王座と両者の引退を賭けた「敗者即引退マッチ」にて対戦。26分の激闘の末、中野たむのフィニッシュホールドであるトワイライト・ドリームを使用してフォール勝ちし勝利。タイトルを防衛すると共に自身の引退を免れた[72]。
- 5月11日、CINDERELLA TOURNAMENT 2025優勝者である玖麗さやかと後楽園ホール大会においてワールド・オブ・スターダム王座選手権試合にて対戦し勝利[75]。
- 7月14日、Sareee-ISM 新宿FACE大会にて、刀羅ナツコと組みSareee＆彩羽匠と対戦[76]。
- 7月21日、STARDOM SAPPORO RENDEZVOUS 2025 札幌大会にて、なつぽいとのワールド・オブ・スターダム王座選手権試合に勝利し4度目の防衛に成功。[77]
- 7月29日、後楽園ホールにて行われた「ジャガー横田デビュー49周年記念大会」に出場[78]。試合中の誤爆で端を発した尾崎魔弓との間に遺恨を残す。[79]
- 8月10日、プロレスリングWAVEの後楽園ホール大会にてRegina di WAVEタイトルの防衛戦に敗れ同タイトルを失う。[80]

## レスラー・キャラクターについて

### Queen's Quest （ベビーフェイス）時代
- コスチュームのカラーは2024年4月までは緑を基調とした白と金の組み合わせ、2024年4月からは赤を基調とした白と金の組み合わせ配色で、試合中のコンタクトの色は主に一般的な黒（茶系）を使用していた。
- 元々Queen's Questの中で旗手を務めることが多かったが、ユニットリーダーであった林下詩美の退団後からはほぼ常にユニット旗を携え入場していた[81]。
- ベビーフェイスとして試合を行い基本的に凶器を使用することはなく、率先して反則行為や場外乱闘も行うことはなかった。
- ビッグマッチ勝利後のマイクアピールでは「私がスターダムだ！」と団体のエース宣言をしていた[82]。

### ヒールターン（悪役転向）以降
- コスチュームのカラーは黒を基調とし、緑と赤を中心としたカラフルな装飾が入っている。試合中のコンタクトの色は主に赤に変えた。
- 入場時に「Phenex Queen」のイラストと裏面に刻まれた名前（SAYA KAMITANI）の文字の「SA」「TAN」の文字が赤く色付けされ「SATAN」を連想させることでヒールレスラーであることを象徴する旗を抱えて入場するようになった（この旗に記されている「MCMXCVIXIXXVIII」の文字はローマ数字で表された生年月日）[83]。
- 率先して反則行為や場外乱闘を行い、凶器も使用するようになった。また、相手選手をロープに携え足蹴にしながら自らブーイングを要求するなどのヒールムーブを行なっている[84]。
- ヒールレスラーとして憧れる選手はいないが、ヒールターンする時にロールモデルにしたのはリア・リプリーで、自らが目指すヒール像はかつての「悪役プロレスラー」ではなく「華やかで綺麗なダークヒーローのようなイメージ」だと語っている[85]。
- 相手を侮辱するポーズとしてあっかんべーを多用するようになったが[86]、これは偶発的に使い始めたものと語っている[87]。
- ベビーフェイス時代に自らがファンから受けたと明かした[88]、「今日はお前を泣かせに来た」という暴言をヒールターン時に利用しているが、これ以外に「永遠にさようなら」という言葉をヒールターン以降頻繁に使用しているが[89]、この言葉の発端は明らかにされていない。
- 単なる悪役を演じるだけでなく時折、愛嬌や素の姿をも垣間見せる従来のヒールとは異なる新たなヒール像で魅せており、2025年の敗者引退マッチの際は試合後、プロレスの道に導いた中野たむに対してリング上で感謝の言葉を述べるなど虚実入り混えた様を見せている[90]。
- ヒール（悪役）でありながら積極的にメディアに出る理由として「女子プロレスを狭い世界にとどまらせるのではなく世間に届けたい（中略）だからこそリング上だけじゃなく各メディアにも進出していって人目に触れる活動をしていきたい」[91]「プロレス界の外にプロレスっていうコンテンツの魅力を発信していきたい。（中略）気軽に足を運んでもらえるようなものにしたい」[85]などと語っている。
- ファンのことを『しもべ』という愛称で呼ぶようになった[92]。

## 人物・エピソード
- ダンスが得意で2014年にはEXILEのサポートダンサーにも参加している[92]。
- アイドル時代は167センチ（当時）という身長がコンプレックスだったが、プロレス転向を機に長所となったと語っている[93]。
- 2019年10月より小坂井ゆりえ、星野まなねとともに「TRY☆ANGLE」（トライアングル）というユニットを組み、スターダムのオープニングで「未来のスターダム」を歌唱していた（『STARDOM ENTRANCE MUSIC』（2020年、キングレコード）収録）。
- アイドル活動を経てプロレス入り。アイドルもプロレスも「全人生をかけた表現」[94]「度胸や立ち姿、しぐさ、表情、お客さんに感動してもらおうというところはアイドルとプロレスの共通点」などと述べている[93]。
- プロレスラーになった理由をアイドルを目指していた時代にオーディションに受からないことなどで気持ちが行き詰まり、自己否定を繰り返していた「弱い自分を変えたかった」からと語っている[92]。
- バイトAKB時代の友人に松岡はながおり、2021年11月にHKT48センター経験者とプロレス王者という立ち位置で6年9か月ぶりの対談が実現している[10]。プロレスの醍醐味を「相手の技を避けないで受けること。どんなにやられても、潰されても、どん底に落とされても、あきらめないで、耐えきって攻撃していくこと」と述べており[95]、これらがアイドルを目指していた頃の気持ちに通ずると表現している。これを聴いた友人である松岡はなは「ここまでの沙弥ちゃんの人生と同じだ」と感嘆した[95]。
- 2021年7月17日にYouTubeを通し生中継で行われた『5★STAR GP 2021』共同記者会見において、第10回大会の目玉としてシークレット扱いにされていた他団体から参加する選手「X（=彩羽匠）」の名前を公式発表前に口にする大失態をしていまい、号泣と絶叫をしながら謝り土下座するという姿でピリピリしたムードの記者会見の中で爆笑の渦を起こした[96]。この事をきっかけにスターダムのSNSでは「歩く情報漏洩」と書かれるようになり[97]、その後も何度か情報漏洩を起こしてしまっている[98]。
- 器械体操の経験は小学3年生からの2年間だけしかないが卓越した身体能力を誇り、フェニックススプラッシュの様な教えられる人がいない技の会得に対しても「頭の中で自分がその技を使っている時のイメージが描ければ出来る」と語っている[99]。
- 生真面目で人を信じ易く、客引きに引っかかってボッタクリにあってしまった話などプライベートでの失敗談は多い[100]。
- ブランドものは好きだが普段着は殆どGUで、手にした優勝賞金も積立NISAで運用したいと語る堅実な金銭感覚を持つが[101]、プロレスに関するストレスでブランド物のバッグや犬など高額なものを衝動買いしてしまうことがたまにある。
- リング上での激しいキャラクターとは異なり、普段は緩慢で温和な人柄。プロレスを始める前までは「怒ったこともあまりない」[102]と語る大人しい性格で、メンタル的にも強くなく「大きな試合の入場前には胃が痛くなる」と発言していたり、2024年に行われたサイン会のイベント中に参加者の1人から誹謗中傷と「今日はお前を泣かせに来た」という暴言を受けた際には恐怖心に耐えきれずに泣き出し途中退場した[103]こともあるが、その後に団体に改善を要望[104]するよう毅然とした態度を取ることも出来るなど多面性を持っている[105]。
- サイン会事件以降ファンに対する考え方が変わったが、ヒールターンによりファンサービスがなくなってからも変わらずに応援してくれる自身のファン（ヒールターン以降『しもべ』たちと呼ぶ）に対し「本当に心からうれしい」と語っている[106]。
- フジテレビ『千鳥の鬼レンチャン』にて、現在のプロレスが世間の人に知られる機会の不足から「プロレスを世間に見てもらえるきっかけがないのが悔しい。プロレスを色んな人に見てもらいたい。（自信がこの番組で頑張ることで）多くの人に見てもらえるきっかけになったら。」と出演した理由とプロレスへの思いを吐露した[107]。
- 2021年以降のコスチュームデザイナーは、ガッツダイナマイトキャバレーズのアキ[108]。
- 趣味はぼーっとすること、睡眠[7]。
- 好きな有名人は本日は晴天なり、岩ちゃん[7]、羽生結弦[109]
- 好きな歌手はback number [109]
- 好きな季節は秋[109]
- 好きなブランドはルイ・ヴィトン、UNIQLO、GU[109]
- 好きな動物は犬[109]で実家の両親にプレゼントした犬（ミニチュアダックスフンド）の名前は「そら」[110]
- バレーボール観戦が好きで[111]、応援しているチームは東京グレートベアーズ、好きな選手は髙橋藍選手[112]。
- ハマっていることはUFOキャッチャー[113]。
- ランニング時に履いているシューズはASICSの「MAGIC SPEED 4」[112]。
- 愛用している香水は試合の時はルイ・ヴィトンのウールダプサンス、プライベート用はティファニーのローズゴールドインテンス[114][出典無効]
- 愛用しているカラコンはBambiのヴィンテージシリーズ[114][出典無効]
- 好きな食べ物は肉（特に牛タン）、鶏唐揚げ、ラーメン、ハンバーガー、甘いもの、サーモン、ジンジャーエール[7]で、試合前の勝負メシはうどん[7]
- 好きなお酒は甘いお酒だが下戸で酒が絡んだ失敗談も多い[115]。
- 得意な料理は無限ピーマン[109]
- 嫌いな食べ物はナス、ドクターペッパー[109]
- 苦手なことは喋ること[109]
- 将来の夢はお金持ちになること[116]
- 学生時代の得意科目は体育で部活は半年卓球部[109]に所属していたことがあるがほぼ帰宅部だった。
- たけのこの里派[109]
- 座右の銘は「死ぬこと以外かすり傷」[98]

## 得意技

### 三大フェニックス（ヒールターンにより封印中）

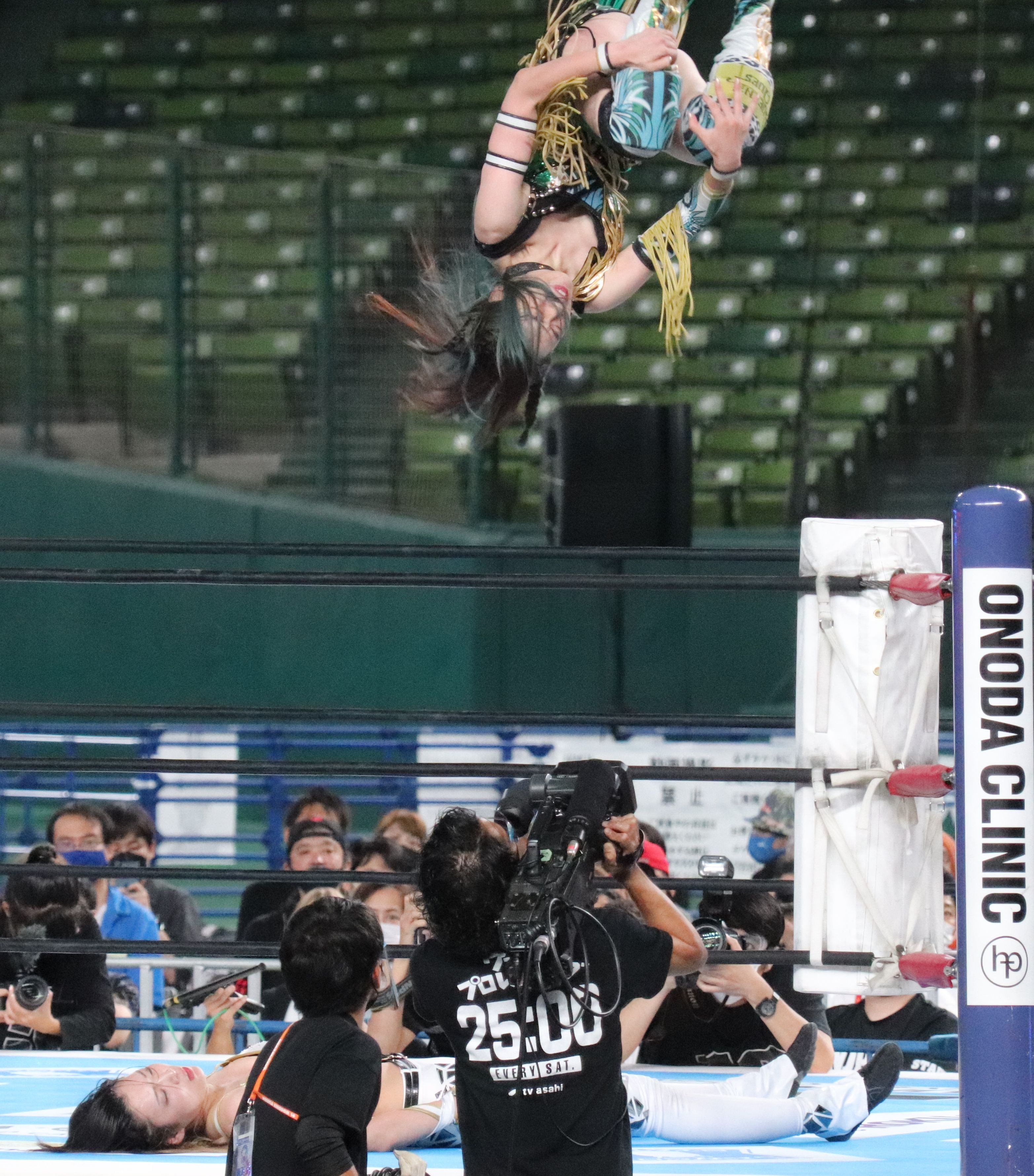
フェニックス・スプラッシュ
かつて使用していた最上級フィニッシャー。コーナーポスト最上段でリングに背を向けて立ち、ひねりを加えながら離陸し前方に一回転（横180度+縦450度回転）するムーンサルトプレス。日本の女子プロレスラーの中では唯一の使い手であった。2022年11月にこの技を失敗し対戦相手を欠場に追い込むケガを負わせ一時封印。その後、2023年4月に１度使用したが、着地時の身体へのダメージ蓄積に伴い左肩の靱帯を痛め、2024年に正式に封印したことを明かした。
フェニックス・ストライク
相手の両腕をクラッチしながら肩口に抱え上げ落とす変形のエメラルドフロウジョン。
フェニックス・シャイン
極めた状態の形はクリス・ブルックスの変形グラウンド・オクトパスストレッチに近いが、相手の腕を使った裸絞めの形に両腕を固めて脚でロックするところが異なるミラノコレクションA.T.より伝授されたオリジナルの固め技。

### フィニッシュ・ホールド
スター・クラッシャー 
フィッシャーマン・バスターの体勢で正面から右足を抱えながら相手を担ぎ上げ、開脚式シットダウンと同時に前方へ投げ落とし後頭部からマットに突き刺す変形みちのくドライバーII。ロウ・キーのキークラッシャー'99と同型。相手を抱え上げた状態から旋回して放つこともある。
フランケンシュタイナー
走ってきた相手にカウンターのような形で使用することや、リバース式、トップロープから雪崩式で放つこともあり、本人的には丸め込みであるウラカンラナとの違いには拘りがある。
ファイヤーバード・スプラッシュ 
コーナーポスト最上段から飛び出し前方に回転しながらボディ・プレスする450°スプラッシュ。2022年5月5日の福岡国際センター大会対舞華戦にて初披露。
フェニックス・スプラッシュ・ニー 
フェニックス・スプラッシュをボディプレスではなくダブルニーで落とす技。2022年1月29日の名古屋ドルフィンズアリーナ大会にて初披露したが相手の内臓を痛める危険があり封印された。なお、この技を受けたウナギ・サヤカからはかみたNEEと命名された。

### 打撃技
ドロップキック
得意の跳躍力を活かした打点の高いドロップキック。
ミサイルキック 
ストンピング
コーナーやロープに据えた相手に対して連続して打つことが多い。
ジャンピング・ニー・バット
コーナーに据えた相手に対して串刺し型で使用することが多い。
フライング・ニールキック 
初期から使用している技で攻守を転換する場面で多用される。
スピンキック 
スタンディングまたは向かってくる相手に対してその場飛び横回転して側頭部に見舞うスピンキック。
旋風脚（コークスクリューキック ）
マットに倒れてる相手に対してスタンディング状態から錐揉み回転しながらジャンプし、横360°回転して叩きつけるスピンキック。ウィル・オスプレイのロビンソン・スペシャルの1回転版。バリエーションとしてフロントキックを相手が薙ぎ払ったときの勢いで水平回転して放つパターンもある。
カミタニードロップ
バク転式のニードロップ。（Stardom Worldの本人試合解説談）
マカコ・マカコ 
バク転式ニードロップの1回転目が交わされた時に、そのまま連続してもう1回転バク転してみまうニードロップ
バイシクルキック（2段モーションの顔面蹴り）
ロープの反動を利用したランニングから入るパターンが多い。
その場跳び式フットスタンプ
低空ドロップキックへのカウンターとして使用することが多いが、マットに倒れている相手に対して繰り出すこともある。
カミゴェ式ビッグブーツ
マットに膝をついた状態の相手の両腕を自身の両手でそれぞれ掴み、ノーガード状態の相手の顔面に前蹴りを叩き込む蹴り技。自身がリスペクトする飯伏幸太選手の「カミゴェ」をオマージュした技。
エルボー・バット
連打する時に最後の一撃を腕をクルクル回してから放つことがある。
頭突き
ヒールターン後に中野たむとの抗争を受けて使用するようになった。

### 投げ技
ボディ・スラム 
相手を抱え上げた状態で後頭部を支える形に腕のクラッチを切り替えてから投げる独特のスタイルだったが、ヒールターン後はクラッチを切り替えずに投げる一般的な形に変わった。
フィッシャーマンズ・スープレックス 
クラッチが独特の変形型。単発だけでなくブリッジの状態から相手を離さずに乗り越えまたはロコモーション式で連発で打つこともある。
カナディアン・デストロイヤー
2021.4.14 ワールド・オブ・スターダム王座戦にて初披露。
スパニッシュフライ
2021.6.12  STARDOM Cinderella tournament '2021優勝決定戦にて初披露。
スクールボーイ・スープレックス・ホールド 
スクールボーイの体勢で相手を捕らえ、そのまま持ち上げてバックドロップのようにマットに叩き付けフォールを奪うスープレックス・ホールド。2021.12.29 第16代 ワンダー・オブ・スターダム王座戦にて初披露。
先走るよ上谷（スクールボーイ・ボム）
スクールボーイの体勢から相手を抱え上げ、後ろではなく開脚式シットダウンで真下に落とす変形ブルーサンダー。2022.7.9 ワンダー・オブ・スターダム王座防衛戦にて初披露。

### 組み技
リバース・フランケンシュタイナー（ポイズン・ラナ）

### 関節技
鎌固め 
逆エビ固め 
腰を落とさず中腰で掛けるハイアングルタイプ
逆片エビ固め 
上記からの流れで入る腰を落とすオーソドックスなタイプ
オリジナル・ロック（仮称）
仰向けの状態の相手の両足を持ちサソリ固めに近い組み方から一度ターンオーバーし、相手の左肩に脚をロックした後に仰向けの体制に戻り脚と右腕を固める変形の足四の字固め。2024.2.4 大阪大会 ワールド・オブ・スターダム王座戦にて初披露。

### 飛び技
その場跳びシューティングスタープレス
初期のフィニッシュ・ホールドとして使用していた。
その場飛びカンクーン・トルネード 
ボディ・プレス
ロープの反動を利用したランニング式、コーナーポストからのダイビング式、リング内の相手に対してエプロンサイドからロープを飛び越えて打つ場合もある。
プランチャ・スイシーダ
リング内からのスワンダイブ式を多用する 他、コーナーポストからのダイビング式なども使用。
トペ・コン・ヒーロ
スワンダイブ式ミサイルプランチャー 
ロープ側にいる2選手に対してエプロンサイド場外からスワンダイブ式でリング内にジャンプし片側の選手にドロップキック、その反動を利用してもう一人の選手にボディ・アタックをするオリジナル技。※2021年11月3日 川崎市とどろきアリーナ3way戦にて初披露。

### 固め技
フブキ・ラナ 
相手の両肩に乗る肩車の体勢から相手ごと後方回転して丸め込むリバース式のウラカン・ラナ・インベルティダ。※2022年8月21日 名古屋ドルフィンズアリーナ ワンダー・オブ・スターダム王座防衛戦（vs ひめか）にて初披露。
オコーナー・ブリッジ（ヨーロピアンクラッチ）
スクールガール 
ウラカン・ラナ・インベルティダ 
本人的にフランケンシュタイナーとの違いには拘りがある技。
ウエストコーストポップ
エプロンサイドからリング内の相手に向かってスワンダイブ式で飛びかかり、相手の首を両脚で挟んでからスイングして投げ丸め込むレイ・ミステリオ型のウルトラ・ウラカン・ラナ。

### その他（反則技）
パイプ椅子（凶器）
パイプ椅子をリング上に据え置き自らが座って相手を煽り、相手が向かってきたところを足をかけ転倒させて椅子で強打させる。（意図はしているが結果的には自爆なので本来であれば反則ではない。）
フェイスロック
相手の背後から両腕で頬骨を極めながら手で鼻と口を塞ぎ呼吸をできなくする（勿論、反則）、ヒールターン後から使用するようになった技。
逆さ抑え込み
ロープに足を掛けて押さえ込むバックスライド（ジェイ・ホワイトが得意としていた技で反則技とされているが、ルール上技を掛けている側の足がロープに掛かっていることが反則であるという規定はない。）

### 合体技
林下詩美（AphroditE）
マジックキラー
ファンタスティックフリップ
マットに倒れている相手選手の前に立つ林下の肩に上谷が登り、林下が上谷の手を持ってシットダウン式で上谷を投げると同時に270°回転してサンセット・フリップの状態で相手の上に落ちる合体技。ミラノコレクションATとタイチのタッグチーム「ユニオーネ」が使っていた合体技と同じだがコーナーポストを使わないその場飛び式。
起き上がり小法師ドロップキック
上谷が相手をローリング・クラッチ・ホールドの要領で丸め込み、そのまま抱え起こしたところに林下がドロップキックを見舞う合体技。
跳び箱式フットスタンプ'
マットに倒れている相手選手の前でしゃがむ林下の背中を使って開脚跳びで飛び越えて相手にフットスタンプを落とす合体式の跳び技。
跳ね上げ式フットスタンプ
マットに倒れている相手選手の横で背を向けて立つ林下の手を跳ね上げ式の踏み台にして林下を飛び越し相手にフットスタンプを落とす合体式の跳び技。

## タイトル歴
スターダム
- 第20代 ワールド・オブ・スターダム王座
- 第16代 ワンダー・オブ・スターダム王座（最多連続防衛記録保持者）
- 第26代 ハイスピード王座
- 第18代、第30代 ゴッデス・オブ・スターダム王座
  - 第18代、第30代パートナーは林下詩美
- 2019年 ルーキー・オブ・スターダム優勝
- 2021年 STARDOM Cinderella tournament 優勝

プロレスリングWAVE
- 第22代 Regina di WAVE王座
- 2024年 Catch the WAVE 優勝（2024波女）

## 入場曲
OVER THE FUTURE
デビューからQueen's Quest所属までの入場曲。
Sky Dance
Queen's Quest所属時の入場曲。
Phenex Queen
H.A.T.E.加入後の入場曲。作曲・編曲：三浦英之

## メディア出演

### テレビ
- 2人の#「自分の顔好きですか」（NHKEテレ、2019年8月7日放送）
- 煌めく まるごとスターダム（サムライTV、2023年2月23日、3月23日放送）
- 千鳥の鬼レンチャン （フジテレビ、2025年2月23日放送）
- しゃべくり007（日本テレビ 2025年4月7日放送）[169]
- ラヴィット!（TBSテレビ）
  - ゲスト出演（2025年5月9日）
  - 2025年7月期 金曜シーズンレギュラー（2025年7月4日 - ）[170]
- THE 夜もヒッパレ!「復活!見たい聴きたい歌いたい曲TOP10」（日本テレビ 2025年5月24日放送）[171]
- からふる（KUTVテレビ高知 2025年6月26日放送）[172]
- こうちeye（RKC高知放送 2025年6月27日放送）[172]
- 巷のウワサ大検証!それって実際どうなの会（TBSテレビ 2025年6月30日放送）[173]

### ラジオ
- ますだおかだ増田のラジオハンター（ABCラジオ、2025年4月10日放送 ）: ゲスト
- おーたPの部屋（ShibuyaCrossFM、2025年5月22日放送）：ゲスト
- MASSIVE HISTORIA（J-WAVE、2025年6月14日放送）：ゲスト[174]
- パンサー向井の＃ふらっと（TBSラジオ、2025年6月16日放送）：ゲスト
- Radio X-over（ニッポン放送、2025年6月16日、6月23日放送）：ゲスト

### インターネットラジオ
- このあとうぃろる？（WALLOP、2019年7月 - ）: アシスタントMC

### ミュージックビデオ
- Candy Foxx「LAKILAKI WASABI」（2021/8/8）[175]

### YouTube
- スターダム★スタジオ（2025年4月）[176][177] ※オウンドメディア

### Webマガジン
- Woman type（2025年5月12日号）：インタビュー記事
- Sportiva（2025年8月1日号）：インタビュー記事（前編/後編）

### 雑誌
- 週刊プロレス（2025年6月〜）：連載コラム（隔週）[178]
- GetNavi （2025年8月号）：インタビュー記事[179]
- EX大衆（2025年8月号）：インタビュー記事[180]

### 新聞
- 日経MJ（2025年7月23日）[181]